# Сеучешть
Сеучешть, Сеучешті (рум. Săucești) — село у повіті Бакеу в Румунії. Входить до складу комуни Сеучешть.
Село розташоване на відстані 250 км на північ від Бухареста, 5 км на північ від Бакеу, 78 км на південний захід від Ясс, 147 км на північний схід від Брашова.

## Населення
За даними перепису населення 2002 року у селі проживали 1732 особи. Рідною мовою 1729 осіб (99,8%) назвали румунську.
Національний склад населення села:
| Національність | Кількість осіб | Відсоток |
| -------------- | -------------- | -------- |
| румуни         | 1723           | 99,5%    |
| цигани         | 6              | 0,3%     |